# Pascal Dusapin
Pascal Dusapin (Nancy, Francia, 29 de mayo de 1955) es un compositor francés.

## Biografía
Recibió clases de Olivier Messiaen en el Conservatorio de París y completó posteriormente su formación con Iannis Xenakis (entre 1974 y 1978) y, finalmente, con Franco Donatoni. Opuesto al movimiento musical del Espectralismo, ha defendido el componente «artesanal» del oficio del compositor. Ha compuesto numerosas obras para todos los géneros: para instrumento solista, música de cámara, música vocal, orquestal y óperas.
Tras ganar el Premio de Roma, residió en Italia entre 1981 y 1983, pensionado en la Villa Médici, sede de la Academia de Francia en Roma.
Entre 1993 y 1994 fue «compositor en residencia» de la Orquesta Nacional Sinfónica de Lyon.

## Ópera
En 2003 se estrenó en la Ópera de la Bastilla de París su ópera Perelà Uomo di fumo, con la que obtuvo un importante éxito (inmediatamente se programó esta obra en la Ópera de Montpellier). En 2006 estrenó otra ópera, Faustus, the Last Night, fruto de un encargo conjunto de la Ópera de Lyon y la Staatsoper Unter den Linden de Berlín.

## Premios
Desde el comienzo de su carrera ha recibido importantes distinciones: en 1979 ganó el Prix Hervé Dugardin, concedido por la SACEM (la Sociedad de Autores francesa); en 1993, el premio de la Académie des Beaux-Arts y el del Syndicat de la Critique; en 1994, el Prix Symphonique de la SACEM; en 1995 el Grand Prix National de Musique del Ministerio de Cultura. En 1998 ganó la Victoire de la Musique por una grabación de la Orquesta Nacional de Lyon; en 2002 recibió el mismo reconocimiento como «compositor del año». En 2005 obtuvo el Premio Cino del Duca.

## Catálogo (selección)
La mayor parte de sus partituras están editadas por Salabert (París).

### Composiciones para instrumento solista
- Incisa para violonchelo (1982).
- Item para violonchelo (1985).
- Itou para clarinete bajo (1985).
- Indeed para trombón (1987).
- Iti para violín (1987).
- I pesci para flauta (1989).
- In & Out para contrabajo (1989).
- Études para piano (1998/1999).
- In nomine para viola (2000).

### Composiciones para conjunto de cámara
- Musique captive para ocho instrumentos de viento (1980.
- Musique fugitive para trío de cuerdas (1980).
- Quatuor à cordes n°1 para cuarteto de cuerda (1982/1996).
- Sly para quattro trombones (1987).
- Time Zones, Quatuor à cordes n°2 para cuarteto de cuerda (1989).
- Stanze para quinteto de metales (1991).
- Coda para trece instrumentos (1992).
- Quatuor à cordes n°3 para cuarteto de cuerda (1993).
- Loop para doble cuarteto de violonchelos (1996).
- Quatuor à cordes n°4 para cuarteto de cuerda (1997).
- Cascando para ocho instrumentos (1998).

### Música vocal
- To God para soprano y clarinete (1985).
- Il-Li-Ko para soprano (1987).
- So Full of Shapes is Fancy para soprano y clarinete bajo (1990).
- La Melancholia, oratorio para cuatro voces solistas, coro mixto a 12 voces, tres instrumentos solistas, gran orquesta y electrónica (1991)
- Canto para soprano, clarinete y violonchelo (1994).
- Two walkings para dos sopranos (1994).

### Música orquestal
- Timée para orquesta (1978).
- L'Aven para flauta y orquesta (1981).
- Assai para orquesta (1985).
- Haro para orquesta (1987).
- Khôra para cuerdas (1993).
- Watt para trombón y orquesta (1994).
- Celo para violonchelo y orquesta (1996).
- Clam para orquesta (1997/1998).
- A Quia para piano y orquesta (2002).
- Exeo para orquesta (2002).

### Óperas
- Roméo & Juliette (1985-1988)
- Medeamaterial (1991)
- To be sung (1992-1993)
- Perelà Uomo di fumo (2003)
- Faustus, the Last Night (2006)

- Datos: Q516845
- Multimedia: Pascal Dusapin / Q516845